# Massanes (Gard)
Massanes település Franciaországban, Gard megyében. Lakosainak száma 195 fő (2022. január 1.). Massanes Cardet, Cassagnoles, Ribaute-les-Tavernes és Lédignan községekkel határos.

## Népesség
A település népességének változása:
| Lakosok száma | 142  | 128  | 171  | 169  | 193  | 195  | 194  | 201  | 204  | 195  |
|               | 1968 | 1982 | 1990 | 2006 | 2013 | 2015 | 2017 | 2019 | 2020 | 2022 |